# Hattan Bahebri
Hattan Sultan Bahebri (Gidá, 16 de julho de 1992), é um futebolista saudita que atua como meio-campo. Atualmente joga pelo Al-Taawoun.

## Carreira
Foi convocado para defender a Seleção Saudita de Futebol na Copa do Mundo de 2018.